# ガラスの牙
『ガラスの牙』（-きば）は、2007年10月6日の14:00 - 15:24（JST）に中部日本放送制作で、TBS系列全国ネットで放送されたテレビドラマの特別番組である。日本民間放送連盟賞テレビドラマ番組部門で優秀賞を受賞。
2010年3月8日には「月曜ゴールデン」枠にて、続編である「ガラスの牙 熱血DJ保護司・権藤明子〜涙の少年少女観察日記」が、TBSとの共同制作で放送された。
コミュニティFMのDJとしての顔も持つ保護司が、少年院の在院少年のためのパッケージ番組を作っている、という実話のドラマ化である。

## 出演
- 権藤明子：高畑淳子
- 権藤健郎：平泉成

### 2007年版
- 石川梨枝子：蓮佛美沙子
- 権藤のぞみ：高木古都
- 吉沢満：原田琢磨
- 西山辰夫：西興一朗
- 添島康司：森本亮治
- 田島久志：栩原楽人
- 重松巌：左右田一平
- 小出仁：水島涼太
- 本山完治：俊藤光利
- 山浦真理：小野麻亜矢
- 石川洋三：田中要次
- 石川弘美：河合美智子
- 前田次長：山本龍二
- 木村監察官：正希光
- 花の少年：森廉

ほか

### 2010年版
視聴率8.2%。
- 大野由佳：荒井萌
- 大野雅子：高橋ひとみ
- 大野忠治：田中健
- 戸田伸次：宅間孝行
- 戸田京子：杉田かおる
- 戸田くみ：壇はう
- 清水寛：窪塚俊介
- 富沢治：太賀
- 遠山保護観察官：五代高之
- 西山辰夫：矢野竜司

- 有薗芳記、津田真澄、片岡富枝、山本恭史、江頭ひなた、青木鉄仁、須加尾由二、古澤漣、斉藤陸、平岡拓真、砂川政人、北林悌、深山義夫、黒田啓之

## 主題歌
- 2007年版：坂本サトル「花のとなりで」
- 2010年版：Rosy「I'm home」

## スタッフ
- 原作：大沼えり子
- 脚本：金子成人
- 音楽：椎名邦仁
- 演出・プロデュース：堀場正仁
- プロデュース：富永晃一（#1）
- 2007年ロケ協力：岐阜フィルムコミッション、大垣市、養老町、笠松町、愛知大学車道校舎ほか
- 2010年版技術協力：フォーチュン
- 2010年版美術協力：テレビ朝日クリエイト
- 2010年版照明協力：Kカンパニー、ラ・ルーチェ
- 製作協力：CBCクリエイション、名古屋東通企画
- 2010年版製作協力：ザ・ワークス(協力プロデューサー：大垣一穂)
- 製作著作：中部日本放送(#1、#2)、TBS(#2)